# ویلفرد دومورود
ویلفرد دومورود (انگلیسی: Wilfried Domoraud؛ زادهٔ ۱۸ اوت ۱۹۸۸) بازیکن فوتبال اهل فرانسه است.
از باشگاه‌هایی که در آن بازی کرده‌است می‌توان به باشگاه فوتبال ووکینگ، باشگاه فوتبال هارتبرگ، باشگاه فوتبال نانسی، باشگاه فوتبال یئوویل تاون، باشگاه فوتبال ویموث، باشگاه فوتبال آدمیرا واکر مودلینگ، و باشگاه فوتبال وستون سوپر مار اشاره کرد.